# Ancienne université de Perpignan
L'ancienne université de Perpignan est le bâtiment qui a abrité l'Université de Perpignan (ca) de 1760 à la Révolution française.

## Histoire
Sous l'impulsion du comte de Mailly, intendant du Roussillon, l'université de Perpignan a fait construire un nouveau bâtiment en 1760. Lescure, ingénieur des Ponts et Chaussées de la province, établit les plans du futur bâtiment. La première pierre fut posée le 27 mai 1760. Le bâtiment est terminé en 1763.

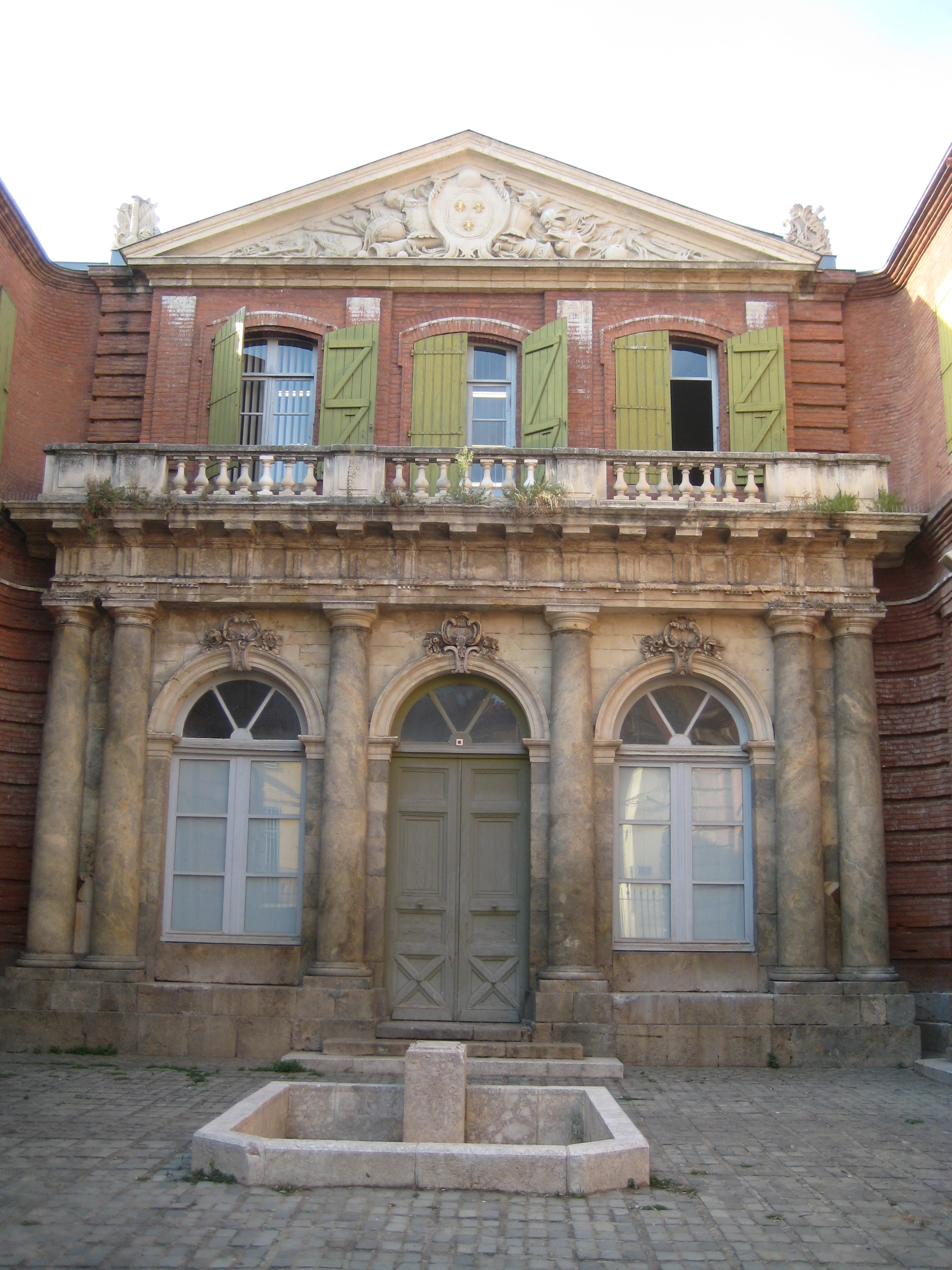
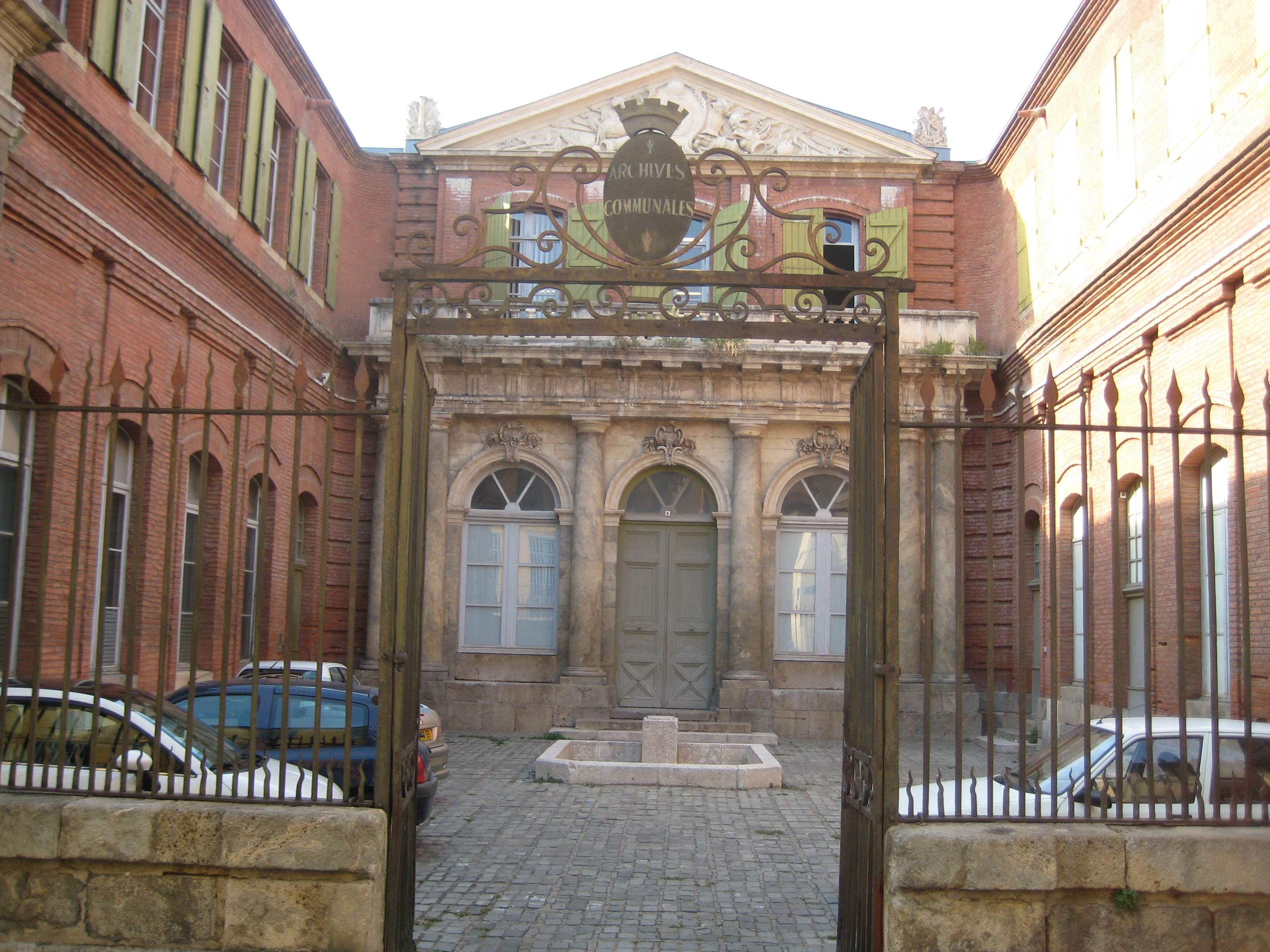
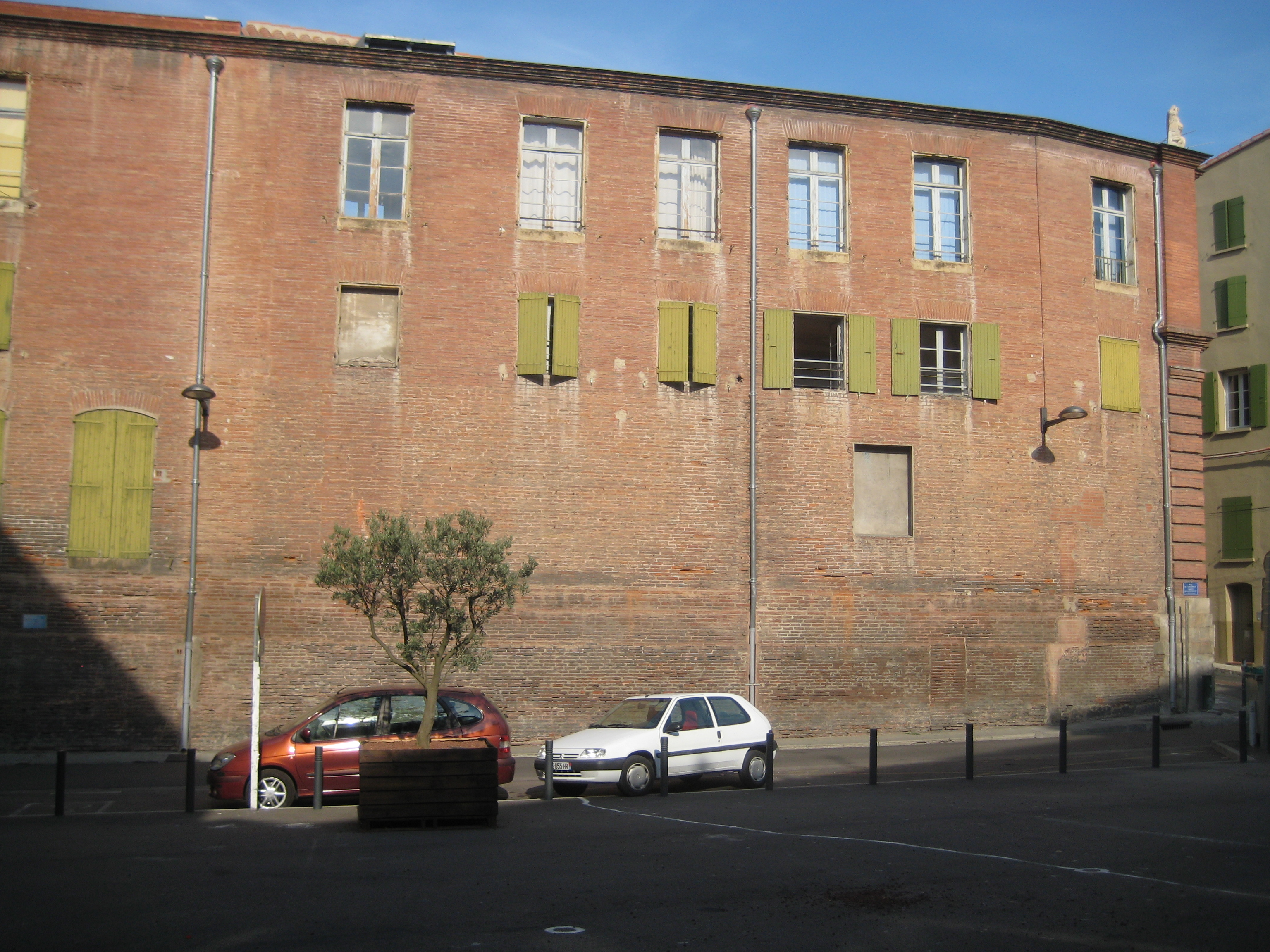
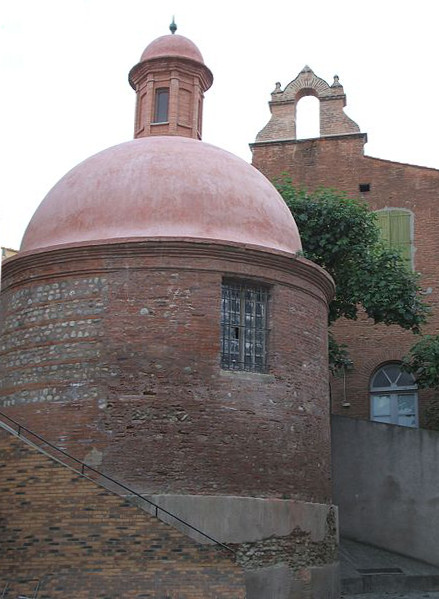
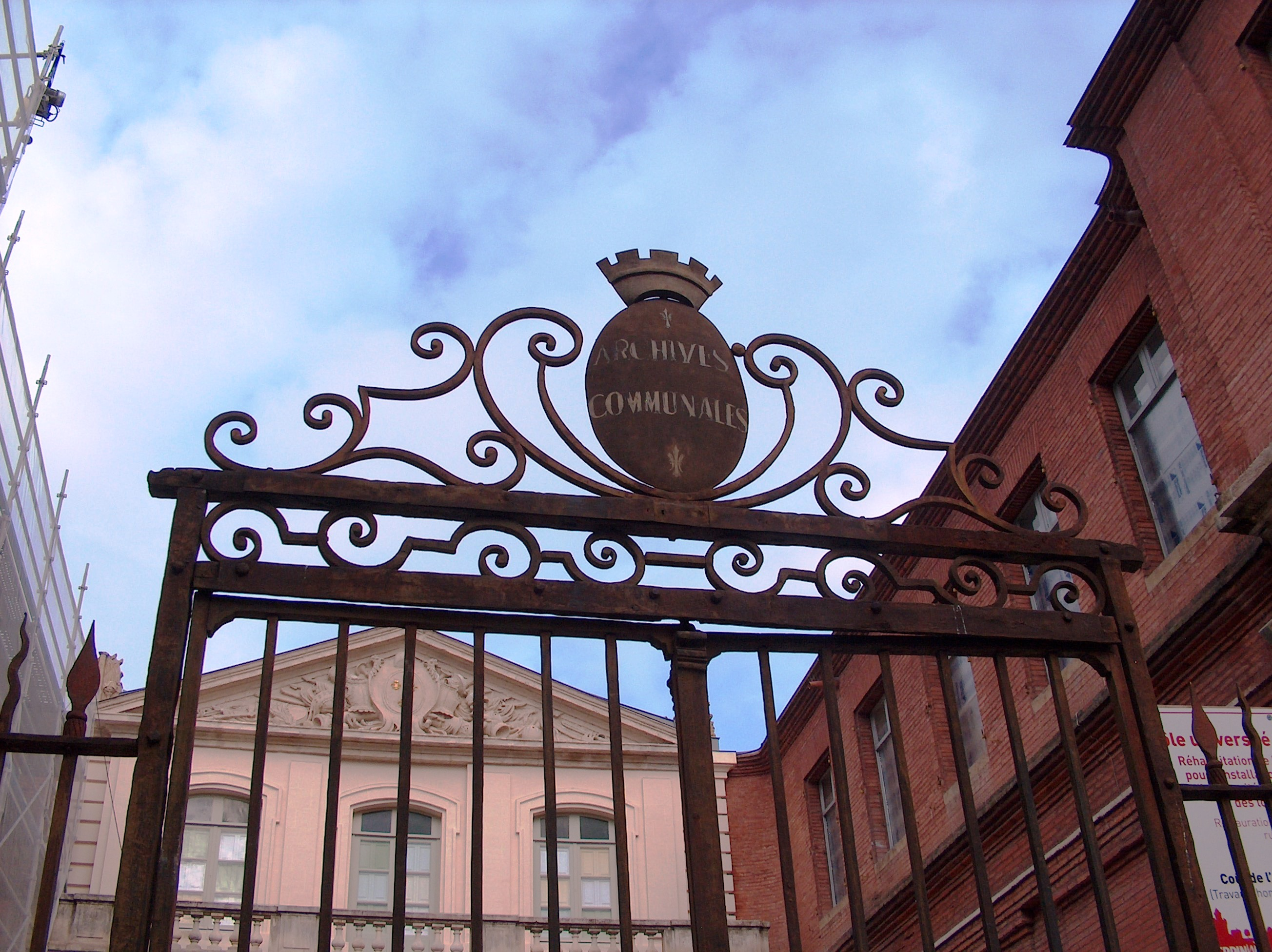

La totalité de l'ancienne université est classée au titre des monuments historiques en 2005.

## Architecture
Lescure prit pour modèles architecturaux le palais et le temple dans le style de la deuxième moitié du XVIIIe siècle.